# トリニティ工業
トリニティ工業株式会社（トリニティこうぎょう、英: Trinity Industrial Corporation）は、愛知県豊田市に本社を置くトヨタグループの塗装設備大手企業。

## 概要
主な事業内容としては、塗装プラント、塗装機器、産業用機械の設計・製作・施工と自動車部品の設計・製造を行っている。
設備系の企業としては珍しく、産業機械・塗装機器・自動車部品といったモノづくりに強く力を注いでいる。
自動車部品は、トヨタ・クラウン、エスティマ、カムリなどに使用されている木目調ハンドルやパネル等があり、エンジンカバーや部品取り付け部位という目の見えない部分からメーター周り、センタークラスター、シフトパネル、インパネ、ハンドル等の内装分野を中心に拡大している。
自動車のハンドル、シフトノブ、ドア周り等を自然に魅せる高度な木目調の加飾技術でトヨタ自動車の内装を支え、その国内シェアは7割を占めている。
部品事業の規模拡大で外装部品にも着手。
塗装プラント、自動車部品、産業機械、塗装機械の全てのプランニング・設計・製作・施工・アフターケアまで、一貫した品質保証体制を確立している。

## 沿革
- 1946年（昭和21年） - 日本工芸工業株式会社として東京都千代田区に資本金19万5,000円で設立。
- 1963年（昭和38年） - 東京証券取引所市場第2部に上場、資本金1億円に増資 。
- 1980年（昭和55年） - 日本工芸工業株式会社、マトコ工業株式会社、同和工業株式会社の三社が合併。
- 1980年（昭和55年） - 現社名に商号変更、資本金7億8,600万円に増資。
- 1985年（昭和60年） - 資本金13億1,100万円に増資。
- 1999年（平成11年） - ISO9001の認証を取得。
- 2000年（平成12年） - ISO14001の認証を取得。